# Talaiot de Torelló
El talaiot de Torelló es troba al municipi de Maó (Menorca) i fou declarat Bé d'Interès Cultural. Es tracta d'un poblat talaiòtic dels més extensons de Maó, tot i que no es pot apreciar en el seu conjunt, ja que va resultar molt danyat pels treballs agrícoles i la construcció de la capçalera nord de l'aeroport entre els anys cinquanta i seixanta del segle xx. Malauradament aquestes tasques agrícoles i obres públiques van suposar la destrucció de gran part del poblat. S'hi conserven dos talaiots, restes d'una casa talaiòtica i d'un sistema de recollida d'aigües, encara que a les finques veïnes s'han documentat més restes d'estructures que evidencien les dimensions que va poder arribar a tenir aquest poblat. Així, s'han localitzat fonaments de cases i un parell d'hipogeus o coves artificials d'enterrament. Del jaciment, sens dubte, destaca el gran talaiot de Torelló, el més espectacular de l'illa per la seva monumentalitat. El talaiot, a més, té la singularitat de conservar un portal amb llinda a la part superior del monument que dona accés a una cambra de planta circular.

## Els talaiots
El gran talaiot de Torelló és el més espectacular i monumental de l'illa. Té forma troncocònica i està construït amb pedres d'una mida relativament reduïda, si les comparam amb altres talaiots de la seva mateixa època. El tret més característic que presenta és que conserva un portal amb llinda monolítica a la part superior del monument i tot el parament que corona el cim està format per pedres molt ben escairades, la qual cosa hi dona un perfil i aparença molt característics. L'excavació arqueològica realitzada el 1981-1982 va descobrir a la plataforma superior un habitacle de planta circular amb un corredor que connectava amb la porta allindanada. Aquesta construcció està molt afectada per l'obra del vèrtex geodèsic que s'hi va situar a sobre. De fet, sabem que es va destruir un habitacle cobert amb grans lloses. La coberta d'aquest habitacle havia d'estar sustentada per grans pilars polilítics, les restes dels quals han aparegut en retirar part del vèrtex geodèsic. L'excavació d'aquest recinte va aportar interessants materials arqueològics, com lluernes romanes imperials i ceràmiques de parets fines, fet que segons l'arqueòleg Lluís Plantalamor suggereix que la part superior del talaiot va haver de ser reutilitzada com a santuari en època romana. Comparant fotografies antigues, de principi de segle xx, es pot comprovar que a la part sud del talaiot hi havia una altra construcció adossada a aquest, cosa que ens fa pensar que hi hauria alguna construcció similar a l'excavada recentment a Cornia Nou. El gran talaiot té un diàmetre de 22 m.

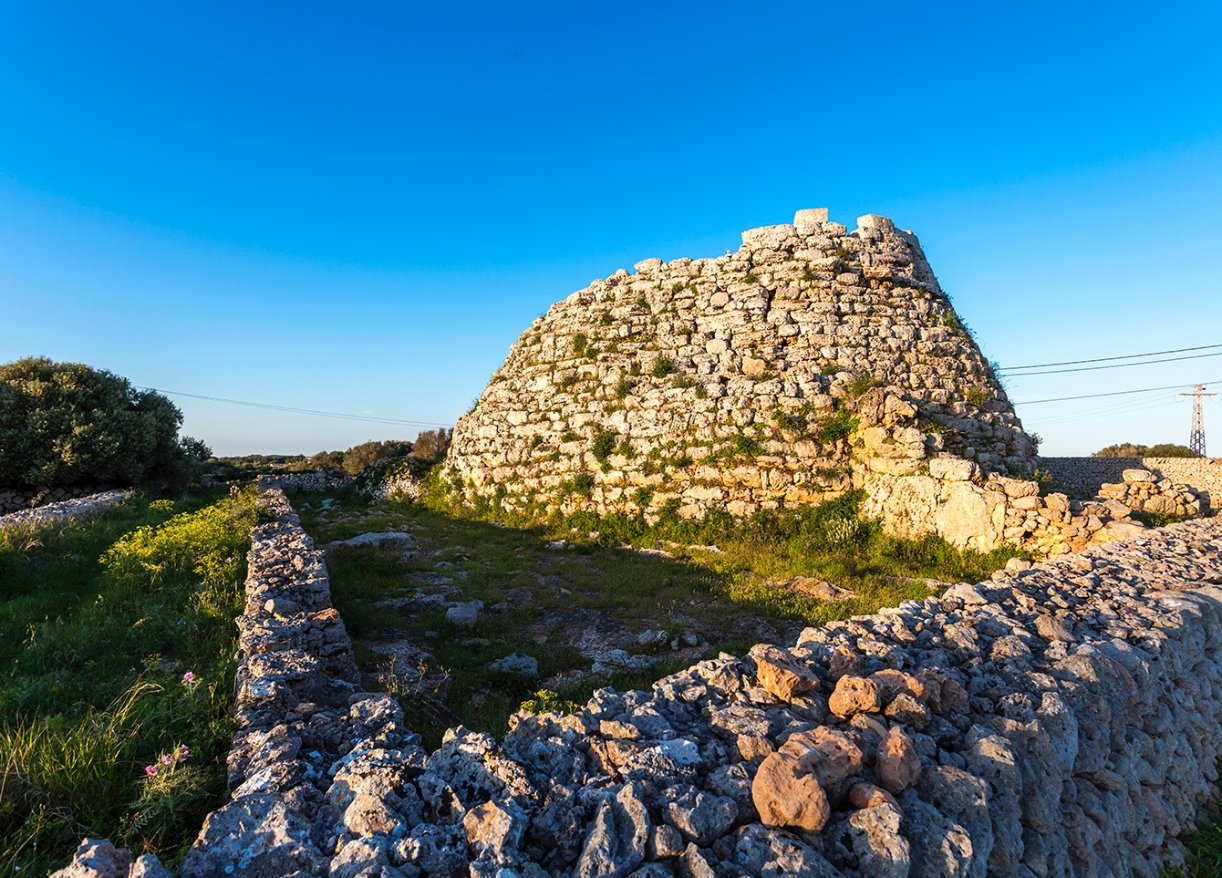
Talaiot de Torelló

També hi ha un altre talaiot molt més petit i degradat, no gaire lluny del primer, en direcció sud-oest, que encara conserva una porta amb pilars polilítics i llinda.
A final del segle xix, i prop del talaiot, es va localitzar una figureta de bronze, que representa un guerrer en actitud amenaçant, coberta amb casc (19 cm alçada), que es conserva a la col·lecció Pons i Soler.

## El sistema de recollida d'aigües
Al sud-oest del talaiot gran es va localitzar un sistema de recollida d'aigua format per dues sitges o cisternes, una de les quals té dues petites cavitats per a la decantació i canalitzacions excavades a la roca. Aquestes cisternes també van ser objecte d'excavació arqueològica i es van localitzar alguns materials ceràmics (d'època ibèrica, púnica i campaniana).

## La casa talaiòtica de Torelló d'en Sintes
Aquest cercle d'habitació posttalaiòtic és un dels monuments que roman en millor estat de conservació del jaciment. Va ser excavada per l'arqueòloga menorquina Maria Lluïsa Serra Belabre l'any 1958. Té planta absidal i façana recta, i va ser construïda amb mur de doble parament. El costat sud-est està molt perdut, però la resta de la casa respon a la planta de pati central, habitacions al seu voltant i llar a l'angle nord-est del pati. Durant aquesta excavació es va documentar un tresoret de 300 monedes del tipus as romà d'època republicana.

## Altres restes
A les finques del voltant s'han documentat més restes d'estructures que evidencien les dimensions que va poder arribar a tenir aquest poblat. Així, s'han localitzat fonaments de cases i un parell de coves artificials o hipogeus a Torelló Vell. A Torellonet Nou, en el camp denominat es Passatge, l'any 1971 es va localitzar casualment una tomba antropomorfa tapada amb una llosa que conservava les restes d'un esquelet humà. Prop d'aquesta troballa hi ha una pedrera de gres en la qual es veuen restes tallades d'altres 9 o 10 tombes. En el lloc de Torelló de la Viuda es va localitzar l'any 1833 una figura de bronze que representa un senglar alat (6 cm d'alçada), que va pertànyer a la col·lecció Ramis i Ramis, a la de Vives Escudero i actualment es conserva a la Hispanic Society of America de Nova York. Aquesta peça formava part d'un casc de probable procedència etrusca. En el lloc de Torelló de sa Costa (cova de ses Rates Pinyades) hi ha gravats rupestres.

## Període cronològic
- Bronze Final
- Període talaiòtic a Menorca
- Època romana republicana

## Intervencions arqueològiques
La primera excavació arqueològica la va realitzar Maria Lluïsa Serra, el 1958, a la casa talaiòtica de Torelló d'en Sintes. Posteriorment Ll. Plantalamor, el 1982, va dirigir els treballs d'excavació, restauració i consolidació de la mateixa casa.
En el mateix període de 1981-1982, Plantalamor va dirigir l'excavació de la part inferior del talaiot gran.
Darrerament, a causa de l'eliminació del vèrtex geodèsic que hi havia dalt el gran talaiot, es va fer un control arqueològic de les obres.